# Lewis MacKenzie
 (mars 2015).
Pour les articles homonymes, voir Mackenzie.
Lewis MacKenzie, né le 30 avril 1940, est un militaire canadien du grade de major-général. Il est connu pour avoir établi et commandé le secteur de Sarajevo en tant que membre de la UNPROFOR en Yougoslavie en 1992.

## Biographie
Il a été commandant des forces de maintien de la paix de l’ONU:
- Groupe d'observateurs des Nations unies en Amérique centrale (ONUCA): Décembre 1990–Mai 1991
- guerre de Bosnie: 1992-1995

## Politique
MacKenzie se présente comme candidat progressiste-conservateur dans Parry Sound—Muskoka lors de l'élection de 1997. Ancien bastion progressiste-conservateur, le chef du parti, Jean Charest, laisse entendre que s'il est élu, MacKenzie occuperais la fonction de vice-premier ministre. Cependant, il est défait par le député sortant libéral Andy Mitchell.

## Publications
- Peacekeeper: Road to Sarajevo
- Soldiers Made Me Look Good: A Life in the Shadow of War